# Carpodacus vinaceus
El camachuelo vinoso (Carpodacus vinaceus) es una especie de ave paseriforme de la familia Fringillidae propia de Asia.
Anteriormente se consideraba que el camachuelo taiwanés era una subespecie de camachuelo vinoso, pero ahora se consideran especies separadas.

## Descripción
El camachuelo vinoso es un fringílido de tamaño medio, que mide unos 15 cm de largo. Como indica su nombre, el macho tiene el plumaje de un color vinoso uniforme, salvo las plumas de vuelo de alas y cola que son negruzas, y la lista superciliar rosada que se extiende por encima de las auriculares. En cambio, la hembra es de tonos pardo oliváceos, con veteado negro en la espalda. Se alimenta de semillas y gusanos.

## Distribución y hábitat
Se encuentra en el oeste de China, Birmania, Nepal y el extremo norte de la India. Sus hábitats naturales son los bosques templados y subtropicales.